# Milton Iwama
Milton Iwama es un deportista brasileño que compitió en taekwondo. Ganó una medalla de plata en el Campeonato Mundial de Taekwondo de 1993 y dos medallas de plata en el Campeonato Panamericano de Taekwondo, en los años 1992 y 1994.

## Palmarés internacional
| Campeonato Mundial      | Campeonato Mundial                | Campeonato Mundial | Campeonato Mundial |
| Año                     | Lugar                             | Medalla            | Categoría          |
| ----------------------- | --------------------------------- | ------------------ | ------------------ |
| 1993                    | Nueva York (Estados Unidos)       | Medalla de plata   | –64 kg             |
| Campeonato Panamericano |                                   |                    |                    |
| Año                     | Lugar                             | Medalla            | Categoría          |
| 1992                    | Colorado Springs (Estados Unidos) | Medalla de plata   | –64 kg             |
| 1994                    | Heredia (Costa Rica)              | Medalla de plata   | –64 kg             |